# Macromidia fulva
Macromidia fulva là loài chuồn chuồn trong họ Synthemistidae. Loài này được Laidlaw mô tả khoa học đầu tiên năm 1915.